# 捷扎河

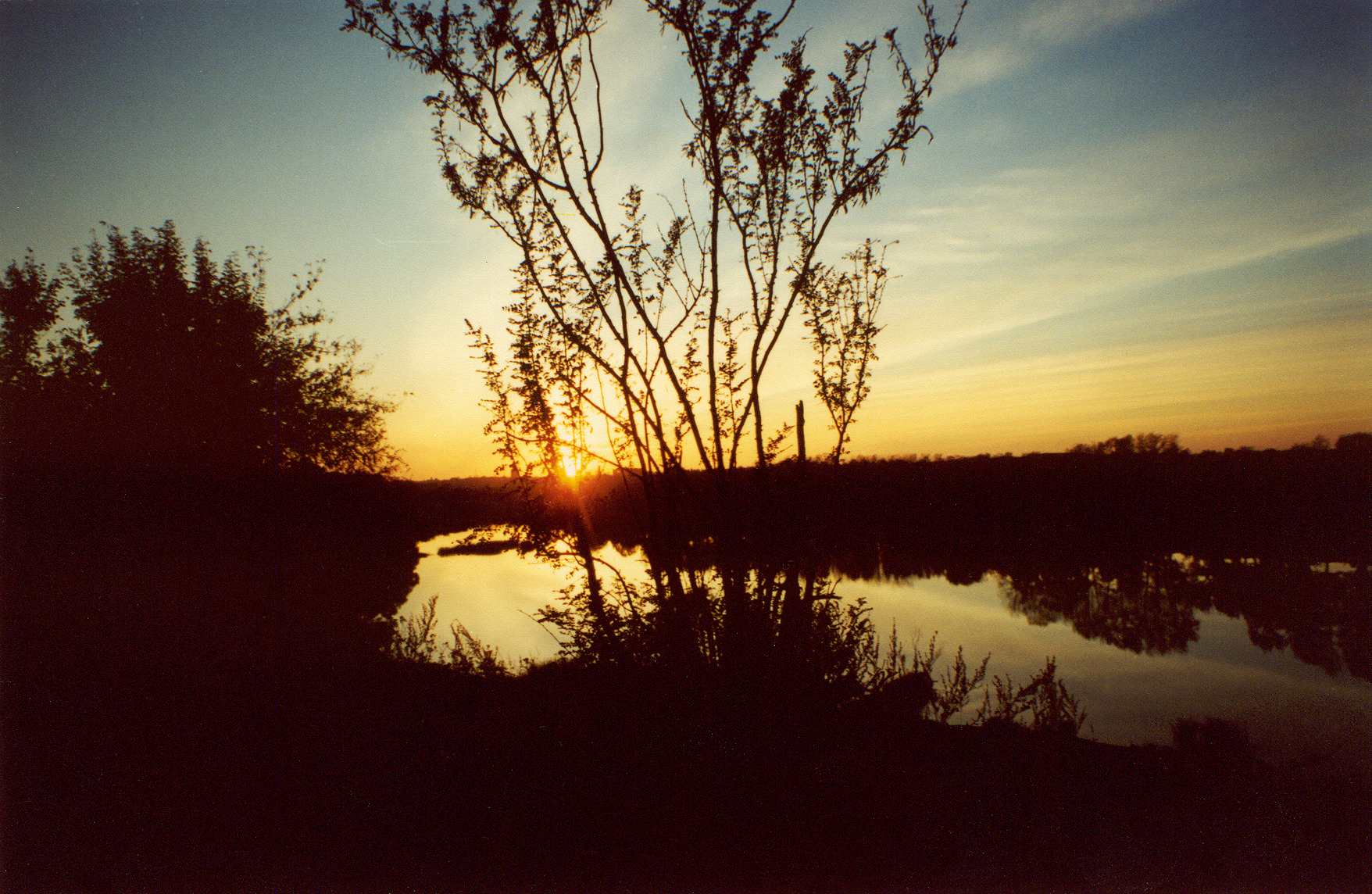
捷扎河，2000年

捷扎河是俄羅斯的河流，位於伊萬諾沃州，屬於克利亞濟馬河的左支流，河道全長192公里，流域面域3,450平方公里，河流在11月至4月結冰，每年4月至5月氾濫，河畔城鎮有舒亞。